# Augustin Ibazizen
Augustin Iba-Zizen (en kabyle : Agustin-Belqasem Ibaεzizen), né le 17 mai 1897 à Aït Laarbâ, dans la commune d'Aït Yenni (Algérie), mort à Paris le 16 novembre 1980, est un avocat, homme politique, conseiller d'État et écrivain français.

## Biographie

### Famille
Augustin, Léon Iba-Zizen naît le 17 mai 1897 au village d'Aït-Laarbâ dans une famille d’instituteurs de la tribu kabyle des Aït-Yenni. Il est le fils de  Mohammed Iba-Zizen, un des six premiers instituteurs de Grande Kabylie, et de Tassadit Cheriet.  
Il s'est marié à El-Biar le 14 mars 1940  à Madeleine Louise Octavie Boué (1903-2013), universitaire originaire de Mézières-en-Brenne, avec qui il a eu deux filles, Marie-Thérèse, neuroradiologue, chevalier de la Légion d'Honneur, et Anne-Elisabeth, directrice Asie du Crédit agricole.

### Jeunesse
Très jeune, il ressent, sous l’influence de son père et de son premier maître, Camille Verdi, une profonde attirance vers la culture de la France. 

### Première Guerre mondiale

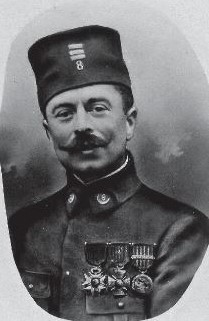
Justin Meynadier (1884-1918), capitaine de la 18e compagnie du 8e RMT en 1918.

Lors de la Première Guerre mondiale, il s'engage en 1917, il est volontaire pour le front et sert comme aspirant au 8e régiment de marche de tirailleurs (8e RMT),.
Il part au front le 20 juillet 1918 et est affecté à la 18e compagnie commandée par le capitaine Justin Meynadier (1884-1918), affectation qui allait lui apporter « la révélation d’un des plus beaux caractères d’homme » qu’il lui ait été donné de connaître. Il combat dans l'Oise et dans l'Aisne. Dans ses mémoires, Augustin raconte comment, fin août 1918, lorsqu'un agent de liaison lui apprend la mort de Meynadier tué au combat  à Morlincourt (Oise), il part à sa recherche dans les bois avec l'agent de liaison et son ordonnance. Au cours de la recherche, ses deux compagnons sont tués et décapités par une attaque d'obus allemands. Il continue seul et retrouve le corps du capitaine Meynadier, la moitié supérieure du visage arrachée par un éclat d'obus. Il se met alors au garde à vous et salue sa dépouille de « combattant exemplaire ».
Il est cité et décoré de la croix de guerre. Il est promu sous-lieutenant le 1er mai 1919.

### Études à Paris

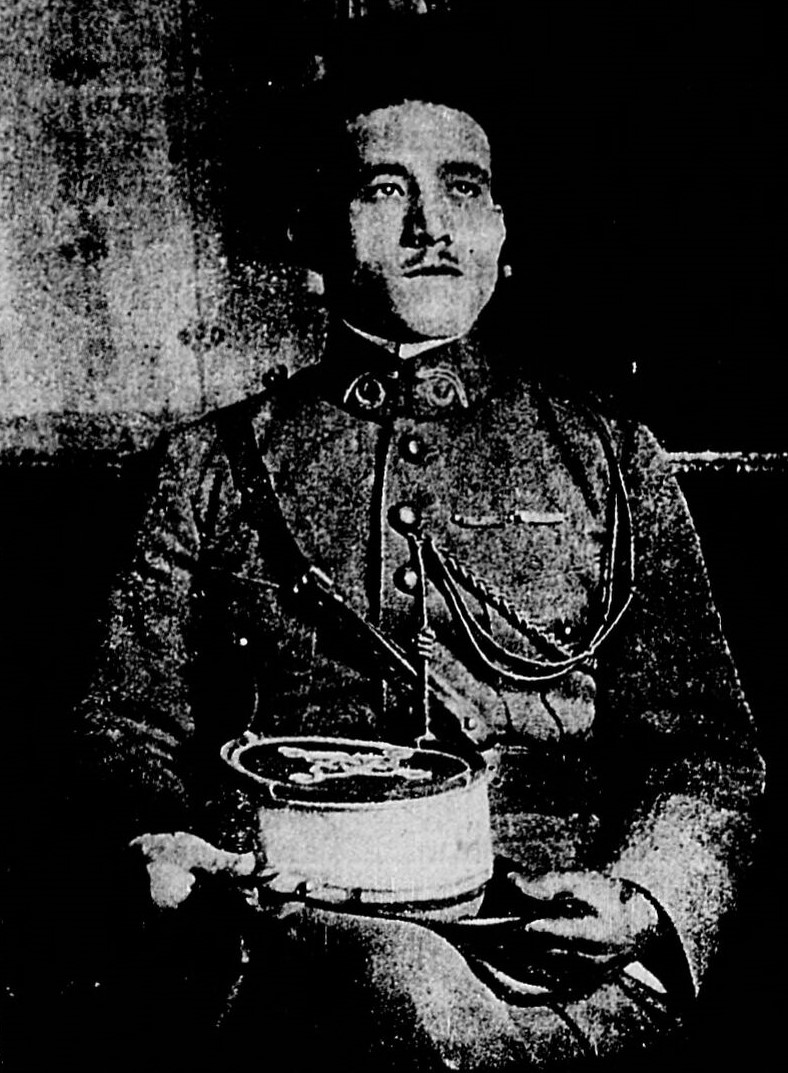
Le lieutenant Ibazizen au début des années 1920.

Démobilisé en février 1920, il s’installe à Paris et fait des études de droit au Panthéon et de lettres à la Sorbonne. Il est introduit dans le catholicisme par une collègue de bureau et se fait baptiser le 28 août 1920 sous le prénom symbolique d’Augustin. 
Peu après son baptême, alors qu'il est surveillant au lycée Janson-de-Sailly, il rencontre Stanislas Devaud, surveillant comme lui, avec qui il se lie d'amitié et qu'il reverra ensuite aux Croix-de-Feu puis au Parti social français (PSF). Il fait également la connaissance du chanoine Pierre Gerlier,  futur cardinal-archevêque de Lyon, qui lui accorde la faveur de devenir son pénitent.
En 1922 il adhère  à l'Union nationale des combattants puis acquiert la citoyenneté française à titre militaire en avril 1925.

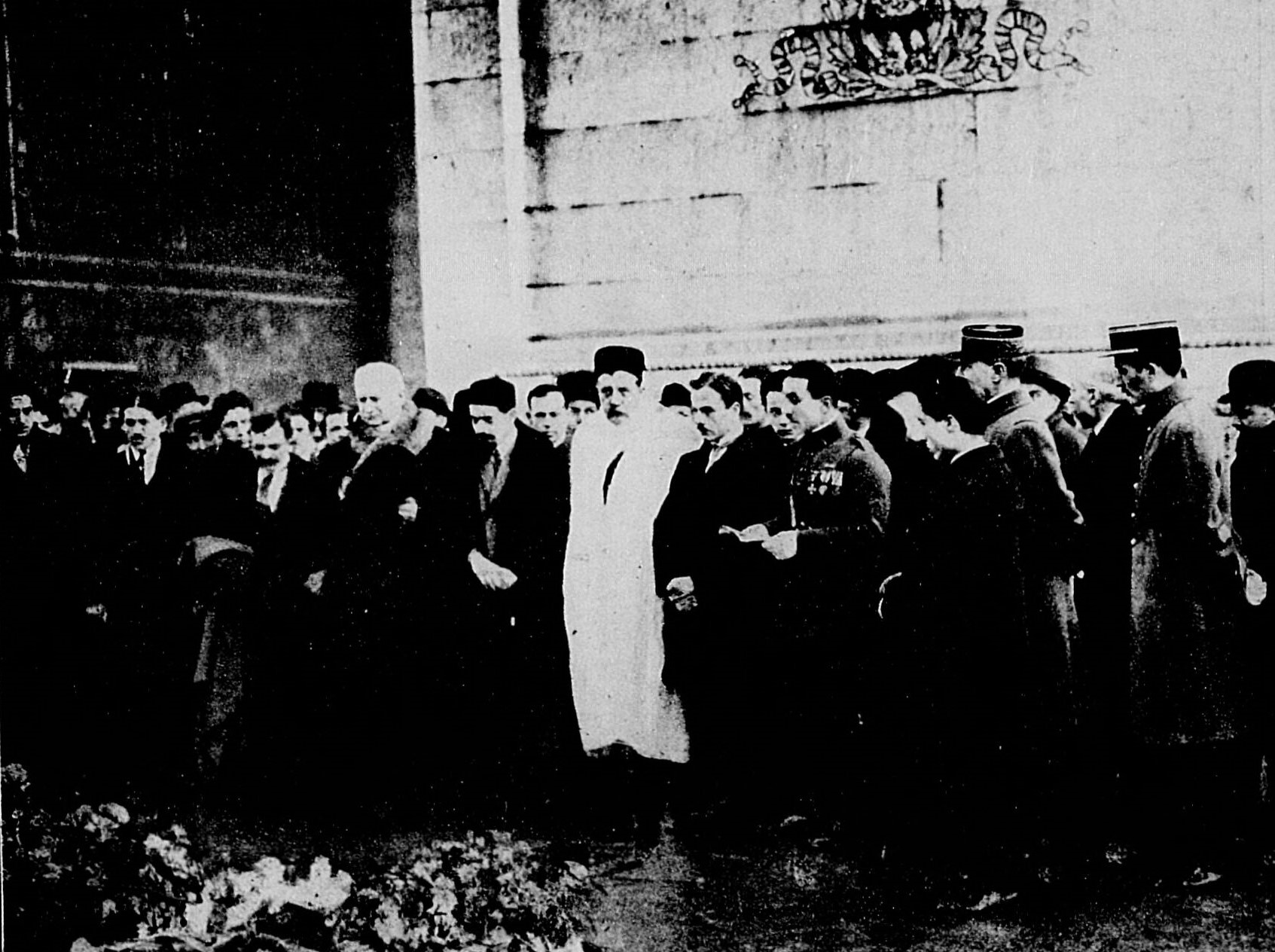
Le lieutenant Ibazizen prononce un discours devant la tombe du Soldat inconnu à Paris (7 janvier 1923).

Le 7 janvier 1923, les anciens combattants algériens et les Algériens de Paris se rendent en cortège à l'Arc de Triomphe pour déposer en hommage une palme de bronze sur la tombe du Soldat inconnu. Ibazizen prononce un discours en présence de nombreuses personnalités, dont le général Henri Gouraud, les députés  Blaise Diagne et Georges André-Fribourg.
De 1924 à 1928, il est avocat stagiaire au barreau de Paris. Durant cette période, il se lie d'amitié à Louis Massignon puis à Jacques Maritain, dont il fait la connaissance le 3 mai 1925 à Bourg-la-Reine lors de l'inauguration d'un monument à Léon Bloy, avec lesquels il entretiendra une correspondance .
Il retourne ensuite en Algérie et de 1929 à 1939, il exerce  à la cour de Tizi Ouzou dont il devient en 1937, le premier bâtonnier kabyle.

### Carrière politique

#### Militant Croix de Feu et PSF (1932-1940)

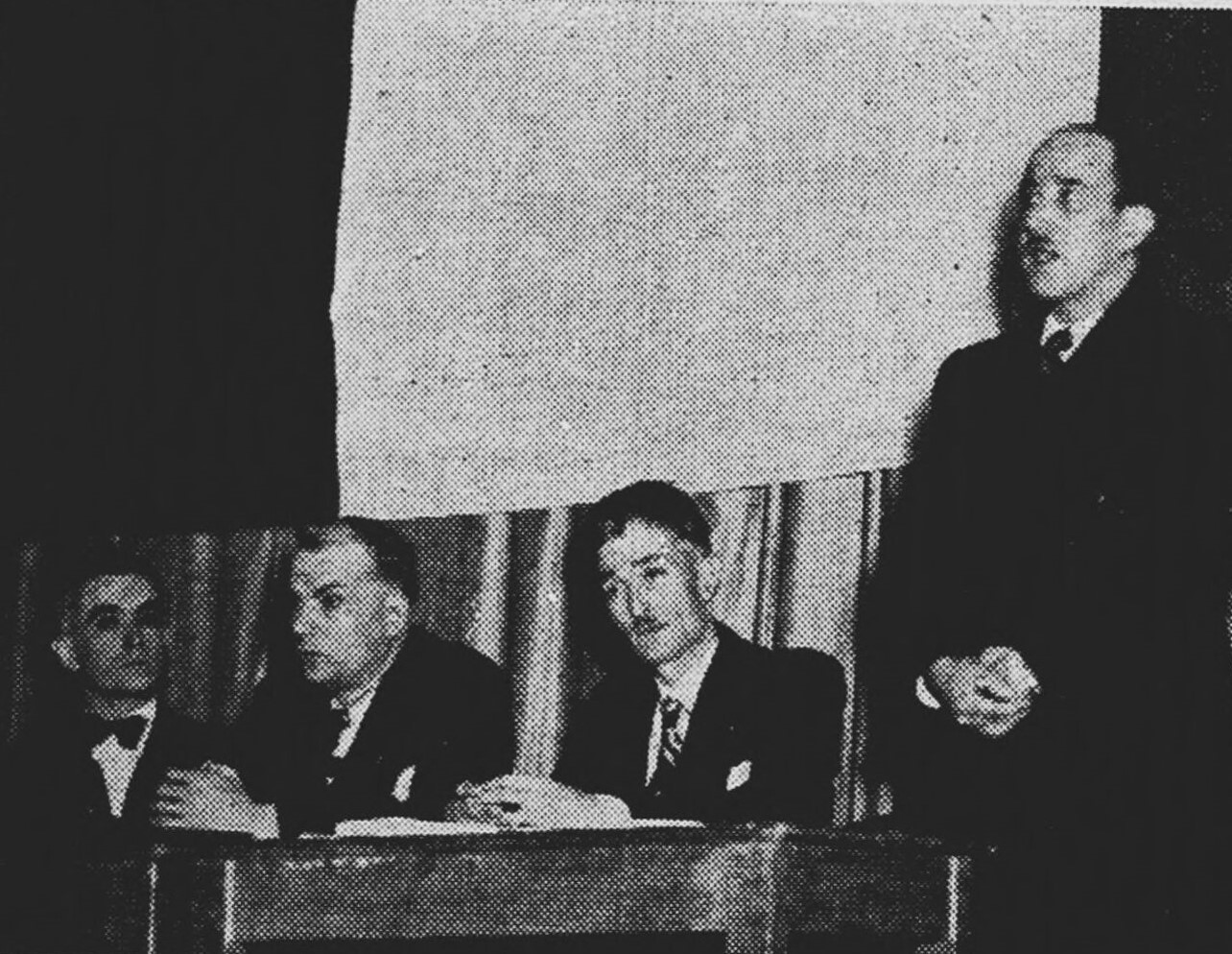
Réunion des Croix de Feu à Maison-carrée (Algérie) le 28 février 1936. A. IbaZizen (debout à droite), chef de la section de Kabylie, prononce son allocution.

En 1932, il adhère aux Croix-de-feu, association dirigée par colonel de la Rocque, y trouvant un écho favorable à des aspirations d'égalité pour ses compatriotes. À partir de 1934, il préside la section Croix-de-feu de Grande Kabylie qui compte en 1935, 700 militants dont 250 Algériens musulmans. 
Après la dissolution des Croix-de-feu en juin 1936, il adhère au Parti social français (PSF), le nouveau parti qui leur succède créé par La Rocque. Il y prend  des responsabilités importantes et devient président de la commission des affaires indigènes. Il est chargé notamment par La Rocque de préparer, en réponse au projet Blum-Viollette, un contre-projet dont l'objectif est de naturaliser d’office les anciens combattants, les décorés et lettrés et d'obtenir, par un système d'émulation des élites autochtones, leur insertion progressive dans la cité française ainsi qu'un élargissement du champ de leur représentation au Parlement. La contre-proposition, appuyée par les recommandations d'Ibazizen, est présentée par son ami Stanislas Devaud le 11 février 1938 à la chambre des députés. La guerre  mettra malheureusement un terme à tout cela,.

#### Seconde Guerre mondiale
En 1939, il est à nouveau mobilisé comme capitaine au 9e régiment de tirailleurs algériens, il est ensuite affecté aux affaires militaires musulmanes. Après l’armistice de 1940, il reprend sa profession d’avocat quelques mois à Blida puis à Alger (avocat pénaliste). 
Pendant l’été de 1942, il se rend à Vichy en tant qu'avocat afin d'obtenir du maréchal Pétain la réhabilitation de plusieurs de ses clients, révoqués car francs-maçons (il est, à cette période, le seul avocat à Blida à défendre aussi les juifs). Il est également porteur d'un message des anciens combattants de la Kabylie..

#### Conseiller général d’Alger (1949-1953)
À la fin de la guerre qui lui semblait avoir confirmé la fidélité de la masse indigène à la France, il est très affligé par la répression de mai 1945. Commençant à douter de l’avenir de l’Algérie française, il tente de rapprocher les deux communautés en créant en 1948 avec Pierre Viré, pilote de ligne, les Solidarités algériennes, sous le double patronage symbolique de Séhel,  petit-fils d'Abdelkader, et du baron d’Orthez, arrière petit-fils du général Bugeaud. L'association a pour but «  le rapprochement des élites des deux communautés et la substitution du dialogue au silence ». Toutefois, Viré et Ibazizen ne sont pas suivis et après la mort par accident de  Pierre Viré, le 29 novembre 1949, les Solidarités algériennes  cessent leurs activités.
En 1949, il est élu au conseil général d’Alger Maison Carrée.

#### Conseiller de l’Union française (1953-1958)
En 1953,  il est élu  à l’Assemblée de l’Union française, dont il est, dès son arrivée, élu membre du Bureau. À partir de 1954, il siège dans le groupe MRP, dont il est à la fois membre du Bureau et constamment élu au Comité National. 
Déchiré par l’insurrection et la guerre d’Algérie, mais resté fidèle à son idéal, il prend nettement position pour que l'avenir de l'Algérie soit rattaché à celui de la France, ce qui le met immédiatement pour le FLN, sur la liste des hommes à abattre (il est l'objet de plusieurs tentatives d'attentats et perd de nombreux membres de sa famille).
En 1956, lors d'une de ses missions autour du monde, il rencontre de façon fortuite le général de Gaulle qui lui accorde de longs entretiens au sujet de l'Algérie, notamment lors de leur traversée commune du Pacifique sur le paquebot "Le Calédonien".

#### Conseiller d’État (1959-1967)
Nommé en 1959 par le général de Gaulle, sur recommandation de Robert Schuman, au Conseil d'État en service ordinaire, il y termine sa carrière et est admis à l'honorariat. Durant cette période, il est président de la Commission des marchés de l'État pour plusieurs ministères dont le Premier Ministre, le Ministère de la Justice et celui des Affaires Etrangères.
Il publie tardivement ses mémoires en deux volumes Le Pont de Bereq'Mouch et Le Testament d'un Berbère.
Il meurt à Paris le 16 novembre 1980.
Sa fille, Anne-Elisabeth, perpétue sa mémoire en donnant des conférences dans des cercles algérianistes.

### Portrait
Dans ses Mémoires, selon Guy Pervillé, Augustin Iba-Zizen se montrait « fidèle aux sentiments et aux idées de toute sa vie : attachement à sa petite patrie kabyle, en dépit de son « retard millénaire », attirance irrésistible vers la France, sa culture, ses maîtres intellectuels et spirituels » ainsi qu'une « indifférence envers l’Islam et le monde arabe auquel il se sentait entièrement étranger » qu'il justifiait « par une tendance atavique de la « race berbère » méditerranéenne et occidentale en dépit de son islamisation »Comme il le dit lui-même dans Le Testament d'un Berbère "J'ai deux patries: une patrie charnelle qui est ma Kabylie, une patrie spirituelle et d'élection qui est la France." 

### Sa perception du colonel de la Rocque
Pour Augustin Ibazizen, qui a « partagé le pain et le sel à sa table, avec lui, sa femme et ses enfants » et qui restera « fidèle à la mémoire du colonel de La Rocque par delà la mort », François de La Rocque « était un homme droit comme l'épée... il était également un chrétien qui ne transigeait point sur les principes fondamentaux de sa religion. Celle-ci était source de sa générosité sociale, de son humanisme profond sous sa forme la plus élevée : la charité, je veux dire l'amour des hommes... il avait horreur des procédés d'excitation sociale, conduisant à la guerre civile. » « Lui, que les communistes traitaient de fasciste, professait un farouche dédain pour la tyrannie et l'aventure. […] Il rejetait toutes les doctrines excessives, qu'elles fussent de droite ou de gauche, de la demi-gauche ou de la demi-droite. » « Au fond, la Rocque était ce qu'on pourrait appeler un socialiste chrétien ».
Selon René Rémond, dans sa préface de l'ouvrage d'Augustin Ibazizen, ce dernier, après d'autres,  « oblige à réviser la légende noire qui a trop longtemps travesti l'image des Croix de feu et du PSF : il atteste l'absence de racisme, l'ouverture sociale et la fraternité entre les deux communautés [française et arabo-berbère] ».

## Fonctions occupées
- 1924-1928 : Avocat au barreau de Paris
- 1929-1939 : Avocat à Tizi-Ouzou
- 1949-1953 : Conseiller général d’Alger
- 1953-1958 : Conseiller de l’Union française, élu sans étiquette politique, il n'adhère au MRP qu'en 1954
- 1959-1967 : Conseiller d’État

## Distinctions
- Officier de la Légion d'honneur[Quand ?] à titre militaire
  - Chevalier de la Légion d'honneur (1949)  à titre militaire[26]
- Croix de guerre 1914-1918 (3 citations)

## Publications

### Ouvrages
- Le Pont de Bereq'Mouch, Paris, La Table ronde, 1979
- Le Testament d'un Berbère, préface de René Rémond et avertissement de Madeleine Boué, Paris, Albatros, 1984
- Les réalités algériennes,  Fontana, 1948, 23 p., conférence  à Alger le 29 février 1948, sous l'égide des « Solidarités algériennes »

### Articles
- « Les Algériens à Paris » dans Le Monde colonial illustré, octobre 1923 (lire en ligne)
- « A travers la Grande Kabylie » dans Le Monde colonial illustré, janvier 1925 (lire en ligne)